# Ingerose Paust
Ingerose Paust (* 22. Mai 1929 in Kuhnern, Niederschlesien; † 15. Juli 2016) war eine deutsche Schriftstellerin. Von ihren mehr als 25 Romanen und Erzählungen wurden insbesondere die Romane Auszug der Achthundert und Die Heimsuchung bekannt, die im Brunnen Verlag erschienen. Sie verfasste aber auch regionalkundliche Schriften wie Unsere Stadt am Taurastein über ihre sächsische Heimatstadt Burgstädt.
Für ihr Gesamtwerk wurde Paust 1997 von der Concordia University in Texas mit der Ehrendoktorwürde geehrt.